# Бобохов, Сергей Николаевич
Серге́й Никола́евич Бобо́хов (1858, Саратовская губерния — 16 ноября 1889, Карийская каторга) — русский революционер, народник, анархист.

## Биография
Родился в состоятельной дворянской семье чиновника. Отец — управляющий акцизными сборами в Саратовской губернии.

Учился в Саратовской гимназии. В 1874—1875 вместе с одноклассником Петром Ширяевым, младшим братом Степана Ширяева, участвовал в деятельности гимназического кружка, члены которого находились под влиянием революционной литературы и в особенности под влиянием П. Л. Лаврова и журнала «Вперёд!».
В 1875 году поступил в Ветеринарный институт при Медико-хирургической академии в Санкт-Петербурге.
В 1876 году принимал участие в студенческих беспорядках. В сентябре 1876 года был исключён из института и выслан в Саратов. Вместе с Ширяевым был организатором саратовского народнического кружка.
25 января 1877 года арестован в Саратове. Ширяев успел скрыться за границу, но Бобохов и некоторые члены кружка (всего семь человек) были арестованы. Содержался в Саратовском тюремном замке.
По Высочайшему повелению 14 июня 1878 года выслан под надзор полиции в Архангельскую губернию с воспрещением отлучек с места жительства. 30 июня 1878 года водворён в Пинеге.
В декабре 1878 года пытался бежать. 14 декабря 1878 года при задержании в дер. Родионовке (Холмогорский уезд) оказал вооруженное сопротивление, пытался стрелять из револьвера по полицейским(по официальной версии). По версии Бобохова — чтобы избежать административной кары и иметь основание быть подвергнутым гласному суду, на котором он надеялся раскрыть картину царского произвола над ссыльными революционерами, он при аресте выстрелил в воздух.
12 марта 1879 года временным военным судом в Архангельске был приговорён к смертной казни. В связи с несовершеннолетием смертная казнь в апреле 1879 года была заменена 20 годами каторжных работ.
В сентябре 1879 года прибыл на Карийскую каторгу. На каторге провёл 10 лет. Ряд протестных голодовок и каторжный режим подорвали его здоровье.

## Гибель
После телесных наказаний и смерти каторжанки Н. К. Сигиды (Малаксиано), вместе с 16 товарищами, принял яд. 15 ноября 1889 года от яда скончался И. В. Калюжный.
16 ноября 1889 года скончался, оставив предсмертную записку, в которой призывал своих товарищей к борьбе.